# هلی (فیلم)
هلی(به انگلیسی: Heli) فیلمی مستقل در ژانر درام جنایی به کارگردانی آمات اسکالانته و محصول سال ۲۰۱۳ کشور مکزیک است. این فیلم برای دریافت نخل طلایی ۲۰۱۳ در جشنواره کن نامزد شده بود.

## خلاصه داستان
هلی که جوانی صلح‌طلب و سربه‌زیر است همراه با زن و فرزند و پدر و خواهرش در جایی دورافتاده و خشک در مکزیک زندگی می‌کند. خواهر کوچک او استلا به یکی از جوانان همسایه به نام بتو که تحت آموزش نظامی است علاقه‌مند می‌شود اما این رابطه تبعاتی غیرقابل‌پیش‌بینی و وحشتناک برای خانوادهٔ هلی دارد…

## نقد و بررسی
برای خواندن نقد و بررسی فیلم به این لینک در وب سایت ماهنامه سینمایی فیلم مراجه کنید.